# 서태후
서태후(중국어: 西太后, 병음: Xī Tàihòu 시타이후[*], 1835년 11월 29일 ~ 1908년 11월 15일)는 예허나라 하라 출신이고, 만주 양남기인(鑲藍旗人, 만주어: ᡴᡠᠪᡠᡥᡝ
ᠯᠠᠮᡠᠨ
ᡤᡡᠰᠠᡳ
ᠨᡳᠶᠠᠯᠮᠠ Kubuhe Lamun Gūsai Niyalma)으로 청나라  말기의 독재적 성향의 여자 권력자였다.  일명 자희태후(중국어: 慈禧太后, 병음: Cíxǐ Tàihòu 츠시타이후[*]), 노불야(老佛爺)라고 지칭되며, 이름은 행정(杏貞) 혹은 행아(杏兒)라고 전해진다. 시호는 효흠자희단우강이소예장성수공흠헌숭희배천흥성현황후(孝欽慈禧端佑康頤昭豫莊誠壽恭欽獻崇熙配天興聖顯皇后), 줄여서 효흠현황후(孝欽顯皇后, 만주어: ᡥᡳᠶᠣᠣᡧᡠᠩᡤᠠ
ᡤᡳᠩᡤᡠᠵᡳ
ᡳᠯᡝᡨᡠ
ᡥᡡᠸᠠᠩᡥᡝᠣ Hiyoošungga Gingguji Iletu Hūwangheo)라고 부른다.

## 생애

### 초기
서태후의 출신지에 관해서는 안후이성 우후설, 네이멍구 후허하오터설, 산시성 창즈설 등이 있다. 그녀는 예허나라 후이정이라는 말단 관리의 딸로 태어나 어린 시절부터 관직 사회의 생리를 터득하며 자랐다. 어려서는 유복하게 생활했으나 아버지가 누명을 쓰고 홧병으로 세상을 떠나자 허드렛일로 생계를 꾸려나갔고, 수려한 외모로 17세에 함풍제의 후궁으로 뽑혀 원명원에서 지내게 되었다. 당시 태후는 그녀의 얼굴을 보고 성질이 거세겠다며 난귀인(蘭貴人)으로 책봉했다. 몇 년 후 서태후는 아름다운 노랫소리로 함풍제의 관심을 끌어 승은을 입었고 의비(懿妃)에 책봉되었다. 1856년 서태후가 아들 재순(載淳, 훗날의 동치제)을 낳자, 처음으로 얻은 아들의 탄생에 함풍제는 크게 기뻐하며 서태후를 의귀비(懿貴妃, 만주어: ᠨᡝᡴᠰᡠᠨ
ᡤᡠᡳᡶᡝᡳ Neksun Guifei)로 책봉하였다. 그러나 당시 궁 안에서의 지위가 아직 안정적이지 않았던 서태후는 함풍제의 총애를 유지하는데 전력을 쏟기 위해 재순의 양육을 포기했고, 이로 인해 이런 시절 충분한 애정을 받지 못하고 자란 동치제는 훗날 서태후를 두려워했으며 공공연히 그녀와 맞서게 되었다.

### 섭정체제
1860년 제2차 아편 전쟁으로 서태후는 함풍제, 황후 뇨후루씨와 함께 열하로 피난을 갔다. 영국과 프랑스에 거액의 배상금을 지불하고 영토를 할양하게 된 함풍제는 북쪽 지방을 러시아에 점령당하자 병을 얻어 세상을 떠났다. 함풍제는 그녀의 야심을 알고 있었기에 그녀가 조정을 어지럽히면 처형하라는 유언을 남겼다. 동치제가 즉위하자 서태후는 황후 뇨후루씨와 함께 태후가 되었고 그녀는 자희단우황태후(慈禧端佑皇太后, 만주어: ᠵᡳᠯᠠᠨ ᡥᡡᡨᡠᡵᡳ
ᡨᠠᠪ
ᡴᠠᡵᠮᠠᠩᡤᠠ
ᡥᡡᠸᠠᠩ
ᡨᠠᡳᡥᡝᠣ Jilan Hūturi Tab Karmangga Hūwang Taiheo)라는 휘호를 받았다. 1861년 서태후는 자신의 수렴청정을 반대한 수슌 등의 대신들을 숙청하였고 연호를 기상(祺祥)에서 동치(同治)로 고치고 동태후와 함께 섭정에 나섰다(신유정변). 두 태후의 섭정 외에도 동치제의 숙부인 공친왕마저 정치 일선에 나서서 당시 정국에는 혼란이 가중되었다. 그 과정에서 정권을 계속 유지하려는 생모 서태후와 친정을 하고 싶어하는 동치제 간에는 알력이 생겼다. 동치제는 20세의 나이에 급사했다. 관례상 차기 황제는 동치제의 다음 항렬에서 간택해야 했지만 그 경우 황태후의 자격으로 섭정을 할 수 있는 것은 동치제의 황후인 효철의황후가 되기 때문에 서태후는 권력을 유지하기 위하여 동치제와 같은 항렬 가운데 가장 어린 황족을 고르기로 했다. 그리하여 서태후는 순현친왕(順賢親王) 혁현(奕譞)과 자신의 여동생 사이에서 태어난 조카 재첨(載湉, 훗날의 광서제)을 황제로 삼고, 수렴청정이라는 명분 하에 다시 정권을 장악했다. 서태후는 광서제를 엄격히 교육하는 한편, 사소한 부분까지 직접 신경쓰며 돈독한 모자관계를 유지하려 애썼다. 광서제가 스승 옹동화에게 학문을 배울 때에는 수업을 참관하기도 했으며, 수업을 마친 광서제는 가장 먼저 서태후 앞에서 그날 공부한 내용을 암기했다. 또한 자신의 기반을 공고히 하고 황제의 결혼에 간섭하기 위하여 자신의 또다른 조카인 정분을 광서제의 황후로 간택했으며, 두 후궁인 근비와 진비도 직접 골랐다. 이처럼 서태후는 여러 가지 방법으로 광서제와 좋은 관계를 유지하려 하였으나 서태후가 사사건건 정무에 간섭하고 권력을 완전히 넘겨주지 않자 광서제는 점차 그녀에게 반감을 느끼게 되었다.

### 양무 운동과 변법자강 운동
서태후가 권력을 잡았을 무렵 청나라는 외세의 압력과 봉건 질서의 붕괴로 근대화의 필요성이 대두되던 시기였다. 증국번, 이홍장 등 한인 출신 관료들은 중체서용(中體西用)의 정신이 함양된 양무운동을 통해 근대화를 꾀하려 하였고 서태후를 비롯한 만주족 지배층 또한 이를 지지하였다. 그러나 청일 전쟁의 패배 등으로 인해 양무 운동은 실패로 돌아갔고, 주도 세력들도 몰락했다. 한편 친정을 시작한 광서제는 1889년 캉유웨이의 변법자강책(變法自彊策)에 관심을 보였고, 서태후에게 좌지우지되는 자신의 상황을 타개하기 위하여 캉유웨이의 정책을 지지하게 되었다. 1898년 광서제는 '명정국시'(明定國是)라는 조서를 내려 캉유웨이의 개혁을 실행에 옮기려 했다(무술변법). 서태후도 초반에는 변법에 찬성하는 입장이었으나 광서제의 목적이 권력을 이양시키는 데에 있다는 것을 알고 변법을 지지하는 유신파를 제거하려 했다. 유신파의 핵심이었던 담사동은 위안 스카이(원세개)에게 서태후를 감금하라고 부탁했고, 상황이 유신파에게 불리하다는 것을 깨달은 위안 스카이는 이 사실을 서태후의 심복 영록에게 고했다. 서태후는 자금성으로 돌아와 무술정변을 일으켜 광서제를 유폐시켰고, 황제의 병을 이유로 다시 섭정이 되었으며, 진비는 매관매직을 했다는 이유로 북삼소에 가두었다. 또한 담사동과 양예를 비롯한 유신파의 핵심 인물들을 죽이고 변법 조치들도 취소했다.

### 의화단의 난
서태후는 광서제 대신 단친왕(端親王) 재의의 아들 부준(溥儁)을 즉위시키려 했으나 서양 열강은 광서제의 폐위를 반대하였다. 각국 공사들은 광서제를 진찰하게 해 줄 것을 요구하였고, 광서제를 진찰한 프랑스 의사는 "황제의 맥박이 정상이며, 병에 걸리지 않았다"고 발표하여 서태후를 분노하게 만들었다. 열강의 공사들은 부준의 대아가(大阿哥; 황태자) 책봉에도 축하하러 오지 않았다. 서태후와 단친왕은 본래 반청 단체였던 의화단을 구슬려 열강 8국(러시아, 일본, 영국, 프랑스, 미국, 독일, 이탈리아, 오스트리아-헝가리)과 대항하도록 하였다. 의화단에 의해 각국 공사관이 습격당하자 8개국 연합군은 북경을 함락시켰고, 원명원은 불에 탔으며, 그녀는 광서제와 함께 서안으로 피난을 떠나야 했다. 그녀는 평복 차림으로 피난을 갔고 먹을 것과 물을 찾지 못해 이틀이나 굶기도 했다. 피난으로 심신이 피폐해진 서태후는 북경에 남아있던 경친왕 혁광 등에게 자신의 안전만 보장되면 열강의 어떠한 요구도 받아들이라고 지시했고 이로 인해 1901년 불평등 조약인 신축조약이 체결되었다. 북경으로 돌아온 그녀는 오만하고 보수적이었던 태도를 버리고, 연회를 열고 공사 부인들을 초대하여 대접하는 한편 그때까지 했던 것 이상으로 사치를 일삼았다.

### 말년
평소에 기름진 음식, 특히 고기요리를 매우 즐긴 서태후는 복부팽창과 위 기능 저하로 이질에 시달렸다. 게다가 매일 연회를 하면서 과식을 한 탓에 더욱 심했다. 결국 그로 인해 죽게 되었다. 그녀는 다시는 그녀같은 여인이 정치에 참견하는  일이 없도록 하라는 유언을 그녀의 신하들에게 남기고  이튿날인 11월 15일에 눈을 감았다. 서태후의 장례는 120만 냥에 달하는 금액을 들여 성대하게 치러졌고 수천 명의 사람이 장례에 동원되었다. 이후 청나라는 신해혁명에 의해 1912년 2월 12일 종말을 고했다.

## 같이 보기
- 동태후
- 마리 앙투아네트
- 명성황후
- 엘레나 차우셰스쿠